# 19204 Joshuatree
19204 Joshuatree è un asteroide della fascia principale. Scoperto nel 1992, presenta un'orbita caratterizzata da un semiasse maggiore pari a 2,2987022 UA e da un'eccentricità di 0,2526080, inclinata di 24,23963° rispetto all'eclittica.